# Pedicularis remotiloba
Pedicularis remotiloba är en snyltrotsväxtart som beskrevs av Hand.-mazz.. Pedicularis remotiloba ingår i släktet spiror, och familjen snyltrotsväxter. Inga underarter finns listade i Catalogue of Life.